# Lani Wittevrongel
Lani Wittevrongel, née le 12 juillet 2004 à Bruges est une coureuse cycliste belge, spécialiste de la piste. 
Elle est notamment vice-championne d'Europe du scratch en 2024.

## Biographie
Lani Wittevrongel se révèle en devenant championne d'Europe du scratch juniors (17/18 ans) en 2022.
En 2023, elle rejoint l'équipe Duolar-Chevalmeire.
En janvier 2024, elle remporte l'argent sur le scratch aux championnats d'Europe à Apeldoorn.

## Palmarès sur piste

### Championnats d'Europe
| Édition / Épreuve     | Scratch | Poursuite par équipes |
| Anadia 2022 (juniors) | Or      |                       |
| Apeldoorn 2024        | Argent  |                       |
| Anadia 2025 (espoirs) |         | Bronze                |

### Championnats de Belgique
- 2024
  -  Championne de Belgique de l'américaine
  -  Championne de Belgique d'omnium
  -  Championne de Belgique de course à élimination

## Palmarès sur route

### Par années
- 2021
  - 3e du championnat de Belgique sur route juniors